# Luca Beatrice
Luca Beatrice (Turim, 4 de abril de 1961 – Turim, 21 de janeiro de 2025) foi um crítico de arte e ensaísta italiano.

## Biografia
Luca Beatrice formou-se em História do Cinema pela Faculdade de Letras da Universidade de Turim e obteve o diploma de especialização em História da Arte pela Universidade de Siena.
Iniciou sua trajetória profissional no final da década de 1980, atuando como curador em exposições dedicadas ao futurismo em Turim, com destaque para mostras sobre os artistas Franco Costa, Enrico Allimandi e Alberto Sartoris.
Beatrice lecionou em diversas instituições de ensino superior, incluindo a Academia de Belas Artes de Palermo, a Accademia di Brera, em Milão, e o Instituto de Arte Aplicada e Design (IAAD), em Turim. Foi também professor na Academia de Helsinque, além de ter atuado como docente de História da Arte na Accademia Albertina de Turim, de Arte Contemporânea no Instituto Europeu de Design (IED) de Turim e de Arte e Cultura Contemporânea na Universidade Livre de Línguas e Comunicação (IULM), em Milão.
Como crítico de arte, contribuiu para revistas especializadas como Tema Celeste e Flash Art. Foi curador de exposições na primeira edição da Bienal de Praga (2003–2005) e atuou como comissário da seção Anteprima da XIV Quadrienal de Roma, realizada em 2004.
Em 2009, Luca Beatrice, em parceria com Beatrice Buscarioli, foi o curador do Pavilhão Itália na 53.ª Bienal de Arte de Veneza. A exposição, intitulada Collaudi, teve como ponto de partida uma homenagem a Filippo Tommaso Marinetti e ao futurismo, movimento de vanguarda italiano do século XX.
Entre 2010 e 2018, presidiu o Circolo dei Lettori de Turim, instituição cultural dedicada à promoção da leitura e do debate intelectual.
Entre 2015 e 2016, Beatrice foi curador de importantes exposições, como Andy Warhol. Pop Society, apresentada no Palazzo Ducale de Gênova, e Edward Hopper, exibida no Palácio Fava, em Bolonha, e no Vittoriano, em Roma.
Em 2018, organizou as mostras Jackson Pollock e a Escola de Nova York, apresentadas no Palazzo Reale de Milão e no Vittoriano, além de Easy Rider. Il mito della motocicletta come arte, realizada na Reggia de Venaria, e Warhol and Friends, no Palácio Albergati, em Bolonha.
Em 2019, foi curador da exposição Revolutions 1989–2019: L’arte del mondo nuovo – 30 anni dopo, apresentada no Castel Sismondo, em Rimini.
Publicou diversos ensaios voltados à crítica de arte e música, entre eles Da che arte stai?, Pop, Sex e Nati sotto il Biscione, editados pela Rizzoli. Escreveu também as biografias de Renato Zero e Lucio Dalla, publicadas pela Baldini & Castoldi, e os livros Canzoni d'amore, pela Mondadori, e Arte è libertà?, pela editora Giubilei Regnani. Em fevereiro de 2021, lançou o ensaio Da che arte stai? Dieci lezioni sul contemporaneo, também pela Rizzoli.
Colaborou com os jornais Linkiesta e Il Giornale. Entre setembro de 2021 e maio de 2022, participou como comentarista no programa esportivo televisivo Tiki Taka, exibido pelo canal "Italia 1".
Em 7 de fevereiro de 2024, foi nomeado presidente da Quadrienal de Roma por decreto do ministro da Cultura, Gennaro Sangiuliano.
Beatrice faleceu em 21 de janeiro de 2025, aos 63 anos, no Hospital Molinette, em Turim, após sofrer um infarto dias antes. Seu funeral foi realizado na catedral de Turim.
Torcedor da Juventus FC, era casado e pai de quatro filhos.

## Obras principais

### Livros
- Nuova Scena (com Cristiana Perrella), Milão, G. Mondadori, 1995. ISBN 88-374-1401-3
- Al cuore, Ramon, al cuore. La leggenda del western all'italiana, Tarab, 1996. ISBN 88-86675-13-5
- Nuova arte italiana. Esperienza visiva ed estetica della generazione anni Novanta (com Cristina Perrella), Roma, Castelvecchi, 1998. ISBN 88-8210-055-3
- Stesso sangue, Roma, Minimumfax, 1999. ISBN 88-86568-78-9
- Dizionario della giovane arte italiana, Milão, Politi, 2003. ISBN 88-7816-128-4
- Era Fiction, Milão, Fine Arts Unternehmen Books, 2004. ISBN 3-03720-005-7
- Zero, Milão, Baldini Castoldi Dalai, 2007. ISBN 88-6073-078-3
- Da che arte stai? Una storia revisionista dell'arte italiana, Milão, Rizzoli, 2010. ISBN 88-17-03783-4
- Visione di suoni. Le arti visive incontrano il Pop, Roma, Arcana, 2010. ISBN 88-6231-110-9
- Gli uomini della signora, Milão, Baldini Castoldi Dalai, 2011. ISBN 978-88-6073-767-0
- Pop. L'artista come star, Milão, Rizzoli, 2012. ISBN 88-17-05424-0
- SEX. Erotismi nell'arte da Courbet a YouPorn, Milão, Rizzoli, 2013. ISBN 978-88-17-06550-4
- Nati sotto il Biscione. L'arte ai tempi di Silvio Berlusconi, Milão, Rizzoli, 2015. ISBN 978-88-17-07885-6
- Per i ladri e le puttane sono Gesù bambino: vita e opere di Lucio Dalla, Milão, Baldini & Castoldi, 2016. ISBN 978-88-6852-938-3
- Canzoni d'amore, Milão, Mondadori, 2018. ISBN 978-88-04-68761-0
- Arte è libertà? Censura e censori ai tempi del web, Giubilei Regnani, 2020. ISBN 978-88-98620-86-9
- Da che arte stai? 10 lezioni sul contemporaneo, Milão, Rizzoli, 2021. ISBN 978-88-9183-151-4
- Le Vite. Un racconto provinciale dell'arte italiana, Veneza, Marsilio, 2023. ISBN 978-88-2971-952-5
- La commedia dell'Arte, Veneza, Marsilio, 2025. ISBN 978-88-2979-127-9